# La freccia del tempo (film)
La freccia del tempo è un film del 2019 diretto da Carlo Sarti, che ne ha curato anche la sceneggiatura, con protagonisti gli attori Leonardo Pazzagli, Francesca Cardinale e Lino Guanciale.

## Trama
Raffaele, uno studente universitario fuori corso, per mantenersi gli studi, lavora sia come fattorino presso un fioraio, sia come commesso in un negozio di abbigliamento. Entrambi i suoi datori di lavoro sono all'oscuro sulle precarie condizioni lavorative del giovane.
Per il giorno del compleanno della sua fidanzata Alice, studentessa di Fisica e appassionata come lui di Scienza, Raffaele decide di trascorrere del tempo con lei in un albergo, ma è costretto ad aspettare quest'ultima per via di un ritardo. È l'occasione per entrambi di vivere e arrivare a una comprensione più profonda del concetto fisico del Tempo.

## Distribuzione
Il film è stato distribuito nelle sale cinematografiche italiane da Officine UBU a partire dal 26 Settembre 2019. Dal febbraio 2021 è visibile inoltre in streaming su diverse piattaforme, tra cui la piattaforma della Cineteca di Milano, Rakuten, Chili, ecc.

## Riconoscimenti
- La sceneggiatura del film "La Freccia del Tempo" ha ricevuto un finanziamento alla produzione dalla Regione Emilia-Romagna a valere sul Fondo per l'Audiovisivo per la realizzazione di opere cinematografiche (bando 2016).
- Premio come MIGLIOR FILM all'International Parma Music Film Festival, assegnato dalla “Art Pop Jury”, composta da studenti di Cinema (Parma, ITALIA), Ottobre 2021.